# 蓬莱舞
蓬莱 舞（ほうらい まい、2006年1月17日 -）は、日本のグラビアアイドル。静岡県出身。LIBERA所属。

## 略歴
「JSガールフェスティバル2016・2017」出演時に現在の所属事務所にスカウトされた後、「代官山コレクション2017」や「ジャパンプロモデルコレクション2018」などのファッションショーに多数出演する傍ら、テレビ番組『東京電波女子』（TOKYO MX2）に出演するなど、多方面で活躍する。
2022年、漫画雑誌『週刊ヤングジャンプ』（集英社）主催の「制コレ22」でグランプリを受賞する。静岡県出身者の制コレグランプリ受賞は史上初であり、2000年代生まれのグランプリ受賞者は来栖りん、光野有菜に次いで3人目である。
2022年12月15日発売の週刊ヤングジャンプ（2023年3号）でソロとして初の表紙・巻頭グラビアを飾る。また、2022年にグラビアやSNSにて注目された美女8人で結成されたユニット「ハネルガールズ2023」の一員として、『週刊ヤングジャンプ』2023年6・7合併号（2023年1月4日発売）の表紙や巻頭・巻中・巻末のグラビアを飾った。
2024年3月27日に集英社から1st写真集『あいまい』が発売。制コレグランプリ受賞者の写真集発売は2019年11月発売の来栖りん以来約4年半ぶりとなる。

## 人物
- 趣味は爬虫類を飼うこと。実家でトカゲとリクガメ2匹を飼っている。恐竜を小さくしたみたいでカッコいいと思ったのが飼うきっかけ[10]。特技は習字（6段）、コントラバスの演奏[1][2]。
- 好きな食べ物は干し芋で、嫌いな食べ物は野菜や生魚など。最近はまっていることはジャガイモを食べること[2][注 6]。
- 憧れの人物は女優の山田杏奈[11]。
- 好きな言葉（座右の銘）は「良い花は後から」[2]。
- 「制コレ22」でグランプリを受賞した際、ファイナリストの中でもまったくの無名で無理だと思っていたが、発表後にフォロワーが10倍まで増えたとコメントしている[2]。

## 出演

### テレビドラマ
- 妖ばなし 第七十四話「提灯小僧」（2022年、TOKYO MX2） - 白葉愛実 役[12][13][14]
- 95第4話（2024年4月29日、テレビ東京） - クラスメイト 役[15]
- MADDER その事件、ワタシが犯人です（2025年4月11日 - カンテレ、フジテレビ） - 藤原舞 役

### ファッションショー
- JSガールフェスティバル2016・2017[2]
- shizuoka fashon fes2017[2]
- 代官山コレクション2017[2]
- ジャパンプロモデルコレクション2018[2]
- FIGHT!VIVID GIRLS COLLECTION! 2018[2]

### テレビバラエティ
- 「東京電波女子」（2018年、TOKYO MX2）[2]
- 「ヨエロスン尋〜全力お尋ねバラエティ〜」（2022年10月14日、静岡放送）[16]

### WEBドラマ
- ゴーストパイターズ スピンオフドラマ「BARTH GP外伝」（2019年、ニコニコ生放送） - 伏楼 役[17][2]
- 外道の歌（2024年12月6日 - 、DMM TV） - 沙羅 役[18]

### ウェブバラエティ
- ヤングジャンプ45周年記念特別番組（2024年7月7日、ABEMAアニメSPECIAL2）[19][20]

## 書籍

### 写真集
- 蓬莱舞1st写真集『あいまい』（2024年3月27日、集英社、撮影：Takeo Dec.[注 7]）

### デジタル写真集
- 制コレ22写真集「ブルートリップ」（2022年7月21日、集英社、YJ PHOTO BOOK、撮影：Takeo Dec.）[21][22][23]
- 蓬莱舞（制コレ22）写真集「制服を繋ぐストーリー」（2022年12月15日、集英社、YJ PHOTO BOOK、撮影：Takeo Dec.）[24][25][26][27]
- ハネルガールズ写真集「キュートでバニーなハネルガールズ2023!!」（2023年1月4日、集英社、YJ PHOTO BOOK、撮影：LUCKMAN）[8][28][29][30]
- 蓬莱舞写真集「制服と美少女」（2023年1月30日、集英社、週プレ PHOTO BOOK、撮影：熊谷貫）[31][32]
- 蓬莱舞写真集「その時、心は射抜かれた」（2023年2月22日、集英社、YJ PHOTO BOOK、撮影：Takeo Dec.）[33][34] [35][36]
- 制コレ22写真集「青くて 白くて」（2023年4月6日、集英社、YJ PHOTO BOOK、撮影：桑島智輝）[37][38] [39][40]
- 蓬莱舞写真集「この町で この空の下で キミを待ってるよ」（2023年9月21日、集英社、YJ PHOTO BOOK、撮影：Takeo Dec.）
- 蓬莱舞写真集「あれから…」（2025年4月24日、集英社、YJ PHOTO BOOK、撮影:Takeo Dec.）[41]